# المصور الضوئي (رواية)
المصور الضوئي (بالإنجليزية: The Photograph)‏ هي رواية للكاتبة البريطانية بينيلوب ليفلي، نشرت عام 2003، عن دار نشر فايكنغ.